# Старовыжевский район
Старовы́жевский райо́н (укр. Старовижівський район; до 1946 года — Седлищенский) — упразднённая административная единица на севере Волынской области Украины. Административный центр — посёлок городского типа Старая Выжевка.

## География
Площадь — 1121 км² (10-е место среди районов).
Основные реки — Выжевка, Припять.

## История
Образован в 1940 году, как Седлищенский район, с центром в селе Седлище. В 1946 году центр района был перенесён в Старую Выжевку, а район был переименован в Старовыжевский.
21 января 1959 года к Старовыжевскому району была присоединена часть территории упразднённого Заболотьевского района, а 14 сентября 1959 года — часть территории упразднённого Луковского района. Упразднён 30 декабря 1962 года, восстановлен 8 декабря 1966 года.
17 июля 2020 года в результате административно-территориальной реформы район был упразднён, его территория вошла в состав Ковельского района. На территории района были сформированы Дубечненская, Сереховичевская, Смидинская и Старовыжевская территориальные общины. Территория Буциньского и Секуньского сельских советов вошла в состав Дубовской сельской общины

## Демография
Численность наличного население района составляло 30 609 человек (12-е место среди районов), в том числе в городских условиях проживали 5 255 человек (17,17 %), в сельских — 25 354 (82,83 %). Постоянное население — 30 675 человек, в том числе городское население — 5 118 человек (16,68 %), сельское — 25 557 (83,32 %).

## Административное устройство
На момент упразднения район включал в себя:
Количество советов (рад):
- поселковых — 1
- сельских — 19

### Населённые пункты
Количество населённых пунктов:
- посёлков городского типа — 1 (Старая Выжевка)
- сёл — 46

Всего насчитывается 47 населённых пунктов.